# Gaspar Yanga

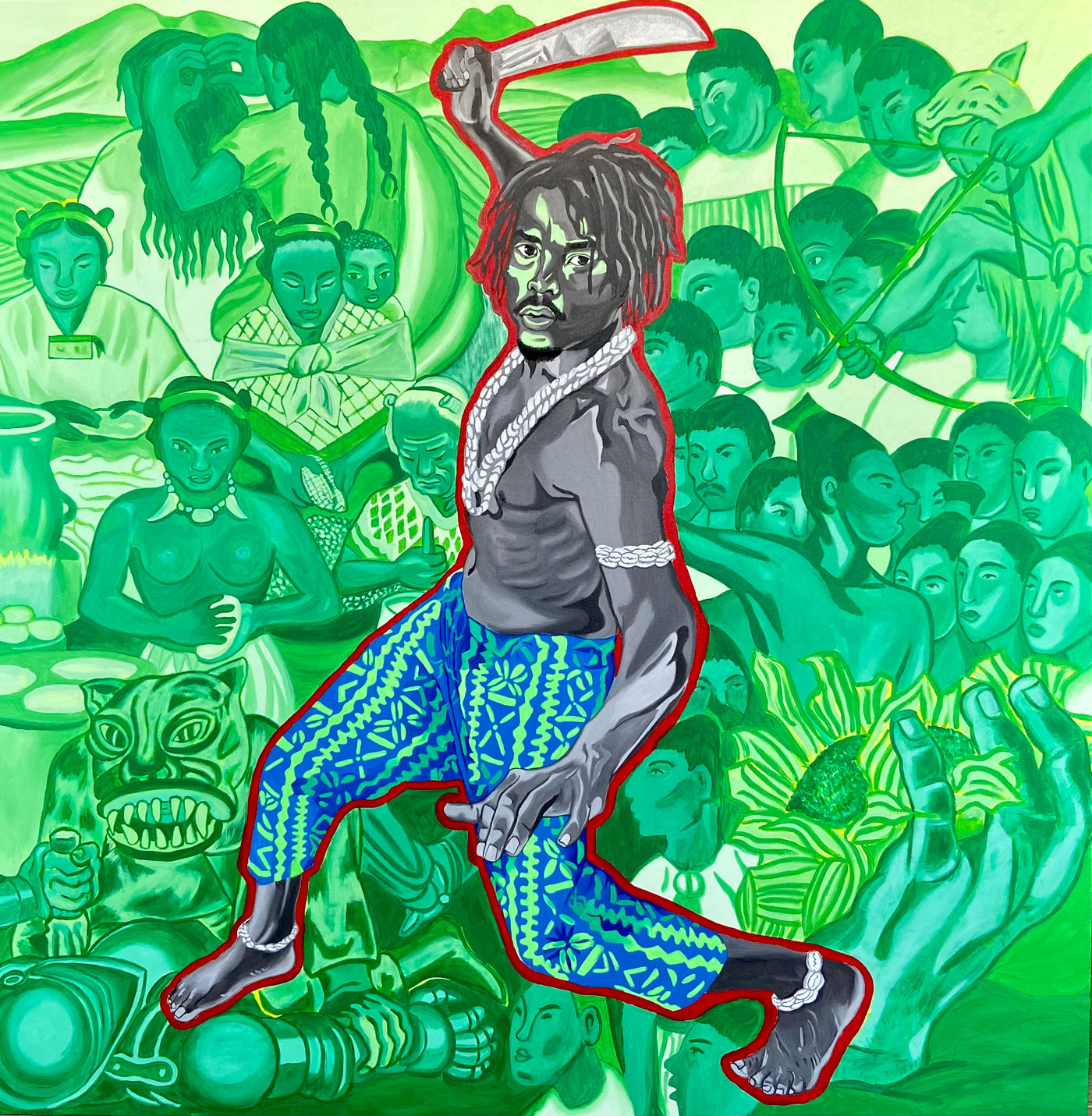
Gaspar Yanga, El Primer Gran Libertador de las Américas (Yanga), de 2022, pintura de Herbert De Paz

Yanga Gaspar (1579-1618), a menudo simplemente Yanga o Nyanga, fue un líder de la rebelión auxiliar de lo que ahora es México durante el período temprano de conquista  española. 
Quien fuera un supuesto miembro de la familia real de Gabón en aquel entonces, Gaspar Yanga vino a ser el jefe de una banda de esclavos por libertad en un poblado Veracruzano, alrededor de 1610. 
Escapándose a las montañas de difícil acceso, él y su gente construyeron el primer pueblo  libre de América la cual llamaron San Lorenzo de los Negros, aunque al principio solo contaba con un grupo pequeño. Vivió por más de 30 años fugitivo, parcialmente sobreviviendo de su caza, y capturando las caravanas que llevaban mercancías a Veracruz.
Sin embargo, en 1609 fue tomada la decisión por el gobierno español para poner fin a la comunidad y la rebelión de los esclavos, quienes ganarían la batalla por su emancipación y fundaron San Lorenzo de los Negros el 10 de agosto de ese mismo año.

## Historia
El tráfico de esclavos africanos en el continente americano se debió al período de la Conquista y el virreinato entre 1519 y 1810. Estos eran traídos para trabajar en las plantaciones de azúcar, la mayoría venía de África, aunque otros venían de las islas del Pacífico. La Corona Española había declarado regulaciones para asegurarse de que vinieran más esclavos varones que mujeres. Los barcos eran divididos en proporciones de un tercio de mujeres y dos tercios de hombres; los sobrantes en especial las mujeres, por desgracia eran eliminados o vendidos a otros comerciantes para uso propio.
El primer lugar autorizado por la Corona para la importación de esclavos fue el puerto de la Villa Rica de la Vera Cruz, tiempo después serían Tuxpan y Campeche en el Golfo de México. Aunque eran destinados a trabajar en las haciendas azucareras, también fueron usados para otros deberes en el área de Orizaba. Los españoles pronto se darían cuenta de que estos tenían una resistencia natural al clima tropical, los cuales podían desempeñarse mejor que los de población indígena, quienes por la guerra y enfermedades traídas por los europeos iban extinguiéndose. Así la Corona autorizó la creación de compañías de importación de mano de obra a la Nueva España para suplir la demanda de necesidades en la península ibérica.
El trato al que eran sometidos obligaba a los esclavos a protestar de varias maneras a este sistema: en forma de insurrecciones armadas, intentos de tomas de poder y fugas, las cuales eran penadas severamente por las leyes derivadas de la ética nicomáquea sobre el trato de esclavos y la prohibición de esclavizar 'cristianos' y de propiedad.
Los esclavos que lograban escapar eran llamados cimarrones. Estos construían sus palenques para vivir, también llamados mocambos y quilombos en sus respectivas lenguas. El escapar era considerado un delito grave; entre los cargos estaban el de robo de propiedad, que bajo las leyes significaba que pertenecían a su amo. Esta actividad siguió por casi trescientos años hasta la declaración de libertad promulgada en 1810.
Al cimarrón (de una cima), se le crearon imágenes míticas que contribuirían más tarde a los estereotipos raciales reflejados en las pinturas de la época. Estos estereotipos fueron que los cimarrones eran gente salvaje, feroces, indomables e indolentes, he ahí la analogía con el perro cimarrón, el cual se volvía montaraz y no domesticado.
Lo poco que se sabe de Yanga es que fue apresado en la región de los abron o "brong de Atabubu", también llamados "bono" de Brong-Ahafo, al parecer del territorio de la Guinea alguna vez perteneciente al Imperio de Ghana, siguiendo la ruta hacia el archipiélago de Cabo Verde, otro principal centro comercial de esclavos, de dominio portugués. Este grupo étnico originario de Ghana lo desembarcarían en 1579 en la antigua Veracruz, y fue conducido encadenado a una de las fincas azucareras y de alcohol, en la provincia que tiene su nombre.
Su descripción era la de un hombre alto, más de lo común, fuerte e inteligente, quien dominaba bien el español, quien pronto huiría de sus amos, y por treinta años encabezaría la rebelión, siendo caudillo de los cimarrones.
El movimiento libertario consumado con Yanga empezaría en 1537, con la huida de los cimarrones. En 1546 el virrey Antonio de Mendoza ordenó ahorcar en la Plaza Mayor de la Ciudad de México a dos "negros fugitivos" llamados Juan Román y Juan Venegas. La cacería de afrodescendientes ya llevaba tiempo y con cualquier mínimo pretexto podían ser ejecutados. En esta cacería muchos de los cimarrones huyeron por el Istmo de Tehuantepec hasta lugares remotos del Perú.

## La rebelión de Yanga
Según la historiadora Adriana Naveda, Nyanga huyó de su amo aproximadamente en el año 1570 y se refugió muy cerca de lo que ahora es la ciudad de Córdoba, liderando un grupo de cimarrones que con el tiempo se fue haciendo más numeroso. Pese a que no se tiene conocimiento pleno sobre como se desarrolló su movimiento, se sabe que para 1609 el grupo superaba los quinientos hombres, por lo cual los rumores de una revuelta de grandes dimensiones no se hicieron esperar.
Durante el gobierno del virrey Luis de Velasco se multiplicaron denuncias que intentaban alertarlo sobre un posible levantamiento de negros el 6 de enero de ese año, en la que, según los rumores, los fugados asesinarían a los blancos y nombrarían rey a un cimarrón negro. El gobernante no le dio mayor importancia y lo único que hizo fue mandar azotar a varios esclavizados que se encontraban presos por otra clase de delitos. Pero el peligro se hizo evidente cuando el citado grupo comenzó a saquear las haciendas de la región. Muchos historiadores coinciden en que el territorio ocupado por estos apalencados, es decir, asentados en palenques, eran los alrededores del Cofre de Perote, la Sierra de Zongolica y la zona de Omealca, en el actual estado de Veracruz.
Los cimarrones de Nyanga no solo saquearon las haciendas y fincas a su alcance para poder sobrevivir, también asaltaron lo que durante el virreinato fue la ruta México-Veracruz, un camino que conectaba al principal puerto del Golfo con la capital de la Nueva España. Dichos ataques resultaron preocupantes para las autoridades pues ese camino fue a lo largo de la colonia la vía de tránsito y comunicación más importante en América y su importancia económica fue fundamental para el desarrollo de la Nueva España.
Esto llevó al virrey a enviar milicias para someter al belicoso grupo, sin embargo, los fugitivos lograron defenderse en más de una ocasión, ya que los lugares donde se refugiaban eran de difícil acceso, lo que les permitía protegerse ágilmente. Esa rebelión no resultó como otras, pues las pérdidas ocasionadas fueron muy elevadas y los asaltos al camino real desestabilizaron la economía virreinal. El puerto de Veracruz fue el más afectado, cuya entrada y salida de mercancías se vio perjudicada, por lo que, en este caso, sostener una guerra en contra de aquellos cimarrones fue una empresa poco redituable y desesperanzadora.
En 1609 corrió la noticia de que los negros pretendían matar a los capitalinos y coronar a uno de los suyos (Yanga), así el virrey tomó medidas extremas contra los rebeldes. Tres años después llegarían los rumores de que muchos negros habían sido vencidos, quienes fueron descuartizados y clavados sus cuerpos en picas por los caminos principales, para que sirviera de escarmiento a los sublevados.
La población negra del siglo XVI era del 6 % o 20 569. Debido a la necesidad de mano de obra se incrementarían los envíos. Ya para 1646 había un promedio de casi 168 000 esclavos negros en el territorio de la Nueva España.

## El ataque español

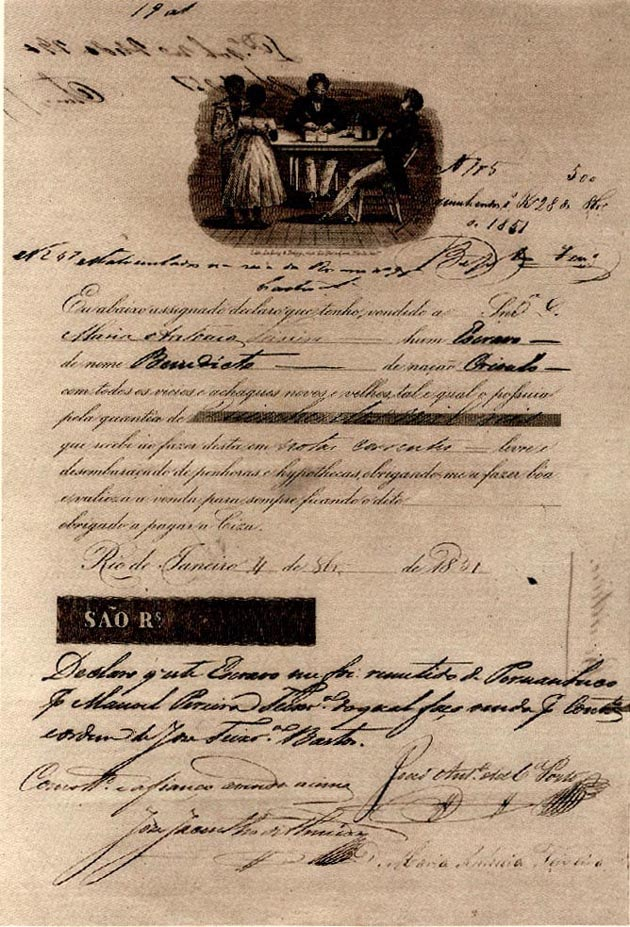
Recibo de compraventa de esclavos.

En el siglo XVI la Corona española mandó un grupo conformado por indios, criollos y mestizos, así como algunos negros para "pacificar" la zona de 'revoltosos' en 1609 y poner fin a las acciones de los esclavos fugitivos. El sacerdote jesuita Juan Florencio Laurencio escribiría de esto, sobre el "Alzamiento de los Negros", a la Corona.
Las tropas españolas que partieron de Puebla en enero de 1609 sumaban alrededor de 550, de los cuales quizás 100 eran soldados españoles y los restantes reclutas y aventureros, para ese entonces Yanga padre llevaba ya treinta años de fugitivo, ya entrado en edad era el líder en las montañas de Orizaba, y quien decía que si no hubiese sido esclavo ya en su país sería rey, su encargado militar o segundo después de él, era otro cimarrón de nombre Francisco de la Matosa o Matiza, estos para sobrevivir se dedicaban al asalto de carruajes y de viajeros, así como incursiones a las haciendas vecinas, aunque tiempo después serían reemplazados por la agricultura y cría de aves de corral.
Las tropas "pacificadoras" ganarían algunas batallas las cuales harían esconderse a los cimarrones aún más en la jungla, pero esto no siempre fue así, las victorias de los 'rebeldes' serían más que sus derrotas, para esto pasarían muchos años antes de que la corona aceptara por fin que los cimarrones no estaban dispuestos a volver a la esclavitud, y así se vería finalmente obligada aceptar sus reclamos.
Los cimarrones que se les enfrentaban eran una fuerza de 100 combatientes con armas de fuego, y cuatrocientos más armados con piedras, machetes, arcos y flechas. Estas tropas eran dirigidas por Francisco de la Matosa, un angoleño. Yanga quien era anciano en aquel entonces decidió emplear el conocimiento superior de sus tropas sobre el terreno para resistir a los españoles, con el fin de causarles suficientes bajas para obligarlos a iniciar negociaciones.
Cuando se acercaban las tropas españolas, Yanga envió términos de paz por medio de un español capturado. Esencialmente, Yanga pidió un tratado para dar fin a las hostilidades entre los indígenas y los españoles: solicitó un área independiente, a cambio de tributo y promesas de apoyar a los españoles si los mismos fueran atacados. Además, él sugirió que esta área propuesta devolvería a cualquier esclavo que pudiera huir e intentase refugiarse allí. Esta última concesión era necesaria para calmar las preocupaciones de muchos dueños de esclavos en la región.
Los españoles rechazaron los términos, y se desató una batalla con grandes pérdidas para ambos bandos. Los españoles avanzaron en el asentamiento de Yanga y lo incendiaron. Sin embargo, la gente huyó a los alrededores que por ser terreno difícil, impidió a los españoles alcanzar una victoria concluyente. Incapaz de una victoria definitiva, los españoles acordaron entrar en negociaciones. Finalmente los términos de Yanga fueron convenidos, con la cláusula adicional que solamente los sacerdotes franciscanos atenderían a la gente, y concedieron a la familia de Yanga el derecho a gobernar en esa nueva área.
En 1618 la Corona española aceptó los convenios, y los exesclavos se establecieron primeramente en un lomerío llamado Las Palmillas, al ir creciendo la comunidad exigieron un terreno más grande, que sería concedido años más tarde, en 1630 establecieron el primer pueblo libre del continente americano, llamado "El pueblo Libre de San Lorenzo de los Negros", en las cercanías de Córdoba, Veracruz, tiempo después se le cambiaría el nombre de Yanga en honor al libertario.
Durante el periodo colonial las poblaciones indígenas coexistirían con la de los negros de San Lorenzo, no sin ciertos problemas, por otro lado continuaron los españoles invadiendo el poblado, y quemando los trapiches azucareros, así como las fábricas de aguardientes de los negros, y demás propiedades, esto se debió a que la sociedad de San Lorenzo llegó a ser muy productiva compitiendo económicamente con la sociedad española colonial, pese a las leyes decretadas contra la población negra hubo una alianza entre indígenas y negros, confirmándose con matrimonios, o mestizaje, ya para los siglos XVIII y XIX, la población de San Lorenzo ya era una población mayormente parda, ya con poblaciones vecinas de indios y españoles, 300 años después de ser declarado libre, en 1930 el pueblo de San Lorenzo cambiaría su nombre a Yanga, como es conocido actualmente.
La rebelión de Yanga circularía por todos los círculos raciales y sociales de la Nueva España, esto traería la rebelión continua de esclavos y la creencia de la rebelión nacional de estos, en 1612 para apaciguar a los sublevados se daría en la historia de México un triste caso que no ha sido explorado a fondo, esto es al caso conocido como La conjuración de los negros, descrito por el historiador Domingo Francisco de San Antón Muñón conocido como Chimalpahin Quauhtlehuanitzin, un noble indígena Chalco. En esta conjuración serían ahorcados 35 negros, 7 mujeres y 28 hombres, temiendo la Corona perder su territorio, así como los de linaje español, salvaguardar su vida, de todos modos la lucha de independencia mexicana en general y la negra en particular seguiría.

## Negociar la paz
Como la situación se alargó y se hizo cada vez más compleja y riesgosa, el virrey Velasco optó por una concertación escrita dirigida a los fugitivos, en la que les otorgaba la paz y le concedía vivir en los territorios que ocupaban. Anteriormente Nyanga había enviado una solicitud con once consideraciones que incluía la libertad de todos aquellos que vivieran en su asentamiento antes de 1608, así como la creación de un pueblo legítimo gobernado por él y sus herederos, la exclusión de los españoles de dicho pueblo (excepto los días de mercado) y una iglesia consagrada. A cambio, prometía vivir de modo pacífico, regresar a futuros cimarrones a sus dueños y prestar servicio de armas al virreinato cuando fuera requerido.
Sin embargo, como las autoridades tardaron en enviar su respuesta, los negros reanudaron los asaltos a las haciendas y al camino real, de tal suerte que, mediante una real cédula expedida en 1618, los encomenderos de Huatusco y Coscomatepec fundaron un nuevo poblado que llevó por nombre villa de Córdoba (hoy ciudad de Córdoba), que funcionó realmente como una frontera contra los negros para poder capturarlos y exterminarlos. Mientras avanzaba la fundación de la villa de Córdoba las milicias acosaron y atacaron constantemente a los cimarrones.
Ante estas condiciones, y ya que la guerra contra los apalencados era muy costosa, el virrey Diego Fernández de Córdoba aceptó los términos marcados por Nyanga siempre y cuando accedieran a pagar un tributo anual y la presencia de un sacerdote que oficiara misas cada cierto tiempo. De esa forma, en 1618 las autoridades decidieron crear el pueblo de negros libres de San Lorenzo, con los cual los "infieles" enemigos internos se transformaron en sus vasallos cristianos.

## Las dificultades
Sin embargo, la situación siguió siendo complicada, pues los acuerdos no quedaron muy claros, por lo que el problema se extendió unos años más, hasta 1630, cuando el virrey Rodrigo Pacheco y Osorio, márqués de Cerralvo, fundó oficialmente el pueblo de San Lorenzo de Cerralvo.
Hasta este entonces los negros fugados pudieron poblar la zona baja del monte de Totutla, aproximadamente a dos leguas de Córdoba y a "dos tiros de arcabuz" del camino real, no obstante, en tales tierras no se podía sembrar y tampoco había pasto para criar animales, por lo cual en 1654 los alcaldes y regidores solicitaron un permiso para mover el poblado. Así el 30 de diciembre de 1654 se dio licencia y para enero del año siguiente el pueblo se trasladó a otro lugar.
De esa forma, muchos de los negros libres se convirtieron en sujetos de una nueva esclavitud, que en términos del investigador Antonio García de León, se describe como un peonaje de deudas, equiparando su situación a la de los indios nahuas de la región, con quienes pronto desarrollaron complicidades y estrategias de resistencia. Es decir, no fue sencillo para aquellos negros disfrutar de la libertad por la que lucharon.
Finalmente, para 1746 San Lorenzo era un pueblo habitado por unas setenta familias de negros libres, pese a sus condiciones de vida bastante limitada. En cuanto a lo que ocurrió después los datos son escasos, de modo que es difícil saber como logró sobrevivir dicho grupo ante las adversidades que les impusieron para obtener mejores condiciones de vida, situación que de algún modo continua hasta nuestros días.

## Yanga en la historia mexicana
La historia de la población africana y afrodescendiente en México es aún desconocida para gran parte de la sociedad nacional, pues aunque numerosos investigadores se han dado a la tarea de difundirla, queda todavía un mundo de interrogantes por resolver en cuanto a los aportes socioculturales que dicha población legó para la configuración del México contemporáneo. La historia del municipio de Yanga en el estado de Veracruz es un ejemplo de ello; muestra de resistencia pero también de la capacidad de agencia (entendida como aquella que tienen los grupos sociales para tomar sus propias decisiones) que desarrollaron los africanos esclavizados frente al sistema virreinal.
En el discurso popular, se afirma que Yanga es el "primer municipio libre de América", debido a su temprana fundación a inicios del siglo XVII (doscientos años antes que el proceso de independencia de México) por obra de un cimarrón de origen africano. Dicha labor "libertadora" ha propiciado que algunos grupos hayan identificado a Yanga como uno de los mayores representantes de la negritud. El nombre del municipio ha cambiado a lo largo del tiempo: primero se llamó San Lorenzo de los Negros, luego San Lorenzo de Cerralvo y finalmente Yanga, en honor a su fundador: Nyanga, un negro africano esclavizado en 1579 cuyo origen es desconocido, pues mientras unos aseguran que llegó del pueblo de los barimba (bavarama) o de los yanga-bara, otros están convencidos de que perteneció a la nación bran.
Como en muchas otras partes de México y América, en Veracruz el cimarronaje fue un proceso antihegemónico constante entre africanos esclavizados, dirigido contra las autoridades españolas con el objetivo de conseguir su libertad mediante la fuga. Algunas veces, dicho cimarronaje fue individual pero otras tantas colectivo, y en ocasiones dio lugar a asentamientos conformados por negros fugitivos, llamados "palenques" para el caso de la Nueva España, que lograron sobrevivir a la par de la sociedad virreinal, hasta que el sistema los exterminó o dominó por completo. Tal fue el caso de Yanga.
Cinco décadas después de la independencia mexicana, Gaspar Yanga fue nombrado héroe nacional de México por el trabajo diligente de Vicente Riva Palacio. El influyente Riva Palacio, nieto de Vicente Guerrero (presidente negro de México, aunque en realidad era mestizo de mulato), fue historiador, novelista, general militar y alcalde de la Ciudad de México durante su vida.
Al final de la década de 1860 Riva Palacio recuperó de los archivos de la Santa Inquisición notas sobre Yanga, las expediciones en su contra, así como el sufrimiento de la familia de origen judío de apellido Carvajal, entre otros, y los publicaría en cinco volúmenes titulados México a través de los siglos, volúmenes que aún existen y hablan de diferentes personajes que buscaron su libertad del yugo español, empezando por Yanga. De su investigación surgió la historia que hizo pública en una antología en 1870, y como folleto separado en 1873. Las reimpresiones han seguido, incluyendo una edición reciente en 1997. Otros han escrito sobre Yanga, pero ninguno ha igualado el instinto de Riva Palacio para plasmar la imagen de los fugitivos orgullosos que no serían derrotados.

## Otros pueblos de negros libres en los territorios españoles en América
La historia de Yanga suscita el debate sobre los primeros pueblos libres antes de los procesos de Independencia en América. Existe la idea de que Yanga es el primer pueblo libre del continente, ya que se toma el 10 de agosto de 1609 como el día de su fundación, sin embargo al analizar detenidamente su proceso es claro que dicha fecha es sólo el inicio de una trayectoria muy larga y que no tuvo como resultado una libertad en términos políticos.
La obtención de derechos jurisdiccionales y territoriales importantes para la población negra de la región no impidió la regulación de sus atribuciones comerciales, políticas y sociales  por la legislación novohispana. Así, existieron otros casos similares que, dentro de la construcción de ciertos discursos históricos, se adjudican el estatus de haber sido el primer pueblo libre de América. Un ejemplo es el proceso de San Basilio de Palenque, Colombia comenzó en 1605, cuando el líder cimarrón Benkos Biohó firmó un tratado de paz con las autoridades de Cartagena de Indias para que él y a su contingente los reconocieran como una población libre. Pero tal acuerdo no se concretó debido a que Benkos fue traicionado y después ahorcado, sin embargo el proceso no se detuvo, pues fue continuado por Domingo Criollo, quién finalmente obtuvo el reconocimiento de su libertad y el derecho de vivir dentro del un territorio delimitado y autónomo. El convenio se logró hasta 1713, más de cien años después, con la fundación del palenque de San Miguel Arcángel, luego San Basilio de Palenque.
A diferencia de San Lorenzo de los Negros, San Basilio no perdió el título de palenque e incluso permanece así hasta la fecha. El término palenque, a decir de la investigadora María Cristina Navarrete, viene de la empalizada con lo cual los cimarrones, o esclavos fugitivos, bordeaban el poblado a manera de fuerte, desde el cual se organizaban para enfrentarse a las milicias que los perseguían. Dentro del contexto virreinal el palenque implicaba vivir en clandestinidad, al no reconocer la autoridad y no respetar las leyes establecidas, por lo que también fue un claro referente de rebeldía y "depravación".
Para el gobierno novohispano, los palenques significaron un inminente riesgo a la estabilidad económica y social del sistema esclavista, de modo que su destrucción y sometimiento fue la mejor ofensiva contra los cimarrones; sin embargo, casos como el de San Lorenzo de los Negros y San Basilio de Palenque representaron un peligro de magnitudes tan amplias que los virreinatos finalmente tuvieron que aceptarlos, reconocerlos y dejarlos vivir en libertad.
Los virreinatos fueron sociedades construidas sobre la base de una diferenciación étnica con privilegios diferenciados que dio como resultado un entorno histórico marcado por la negociación, en el cual cada grupo social tuvo que ceder —cuando menos de forma parcial— en sus pretensiones colectivas para obtener o mantener sus conquistas sociales.
La autoridad novohispana, por consiguiente, procuró que la autonomía ganada por los grupos afromestizos fuera lo más estricta y limitada posible, pues se configuró de una manera de que los cimarrones fueran concebidos y ellos a su vez que sintieran como súbditos del reino. De igual forma, las poblaciones de negros libres se organizaron a nivel administrativo con base en la legislación español, siguiendo los códigos ya establecidos para los pueblos de indígenas, en donde el carácter de la evangelización fue el factor que los congregaría.
Lo importante es que pueblos como San Lorenzo de los Negros y San Basilio de Palenque se fundaron dentro del margen de la autoridad virreinal, puesto que mucho antes de ellos ya habían existido otros pueblos libres, autónomos como el quilombo dos Palmares en Brasil (1580-1710) o el palenque de la Ramada en Colombia (1529), pero fueron exterminados por no querer someterse.
Por ello, cuando hablamos del primer pueblo libre de América, debemos pensar más bien en el primero que vivió con autonomía y bajo el reconocimiento oficial del sistema virreinal, lo que no necesariamente implica una libertad en términos políticos o de organización social.

## Símbolos históricos
Más allá del proceso fundacional de Yanga, la figura cimarrona del africano Nyanga es un fuerte referente de lucha y resistencia para la historia de la población africana y afrodescendiente, incluso actualmente es un símbolo para numerosas organizaciones y movimientos negros, que reinvindican la figura de Nyanga junto a otros incontables cimarrones en América, puesto que con sus acciones lograron poner en jaque a las autoridades de la Nueva España, a pesar de que, como señala el historiador Juan Manuel de la Serna los apalancados nunca buscaron modificar el sistema virreinal, sino incorporarse al sistema para movilizarse socialmente dentro de la cultura europea, la dominante.
Lo anterior resultó muy acorde con los deseos de la clase política española, pues de esa forma se insertó a dichos individuos dentro de una dinámica económica, social y política útil a la Corona, para que su fuerza de trabajo fuera finalmente absorbida por un aparato estatal en el que, al parecer, las jerarquías étnicas y raciales siguieron funcionando como fuertes barreras dentro del proceso de inclusión social de los grupos afromestizos de aquella época.
La difusión de los aportes de la población africana y afrodescendiente en el debate de la historia nacional implica valorizar su contribución en la construcción de una identidad colectiva, así como la creación de un entorno social en el que el reconocimiento de la diferencia —étnica y cultural— sea el sustento de una sociedad más incluyente y plural.
Existe un mural dedicado a los héroes de México en la Secretaría de Hacienda y Crédito Público de México, tal vez el único que se conoce a nivel nacional sobre la contribución de la "Tercera Raíz" en México. Este mural es titulado "Canto a los Héroes", entre quienes se encuentra Yanga detrás de Sor Juana Inés de la Cruz y Cuauhtémoc, pintado por el muralista José Gordillo en 1952.